# Tejeduría

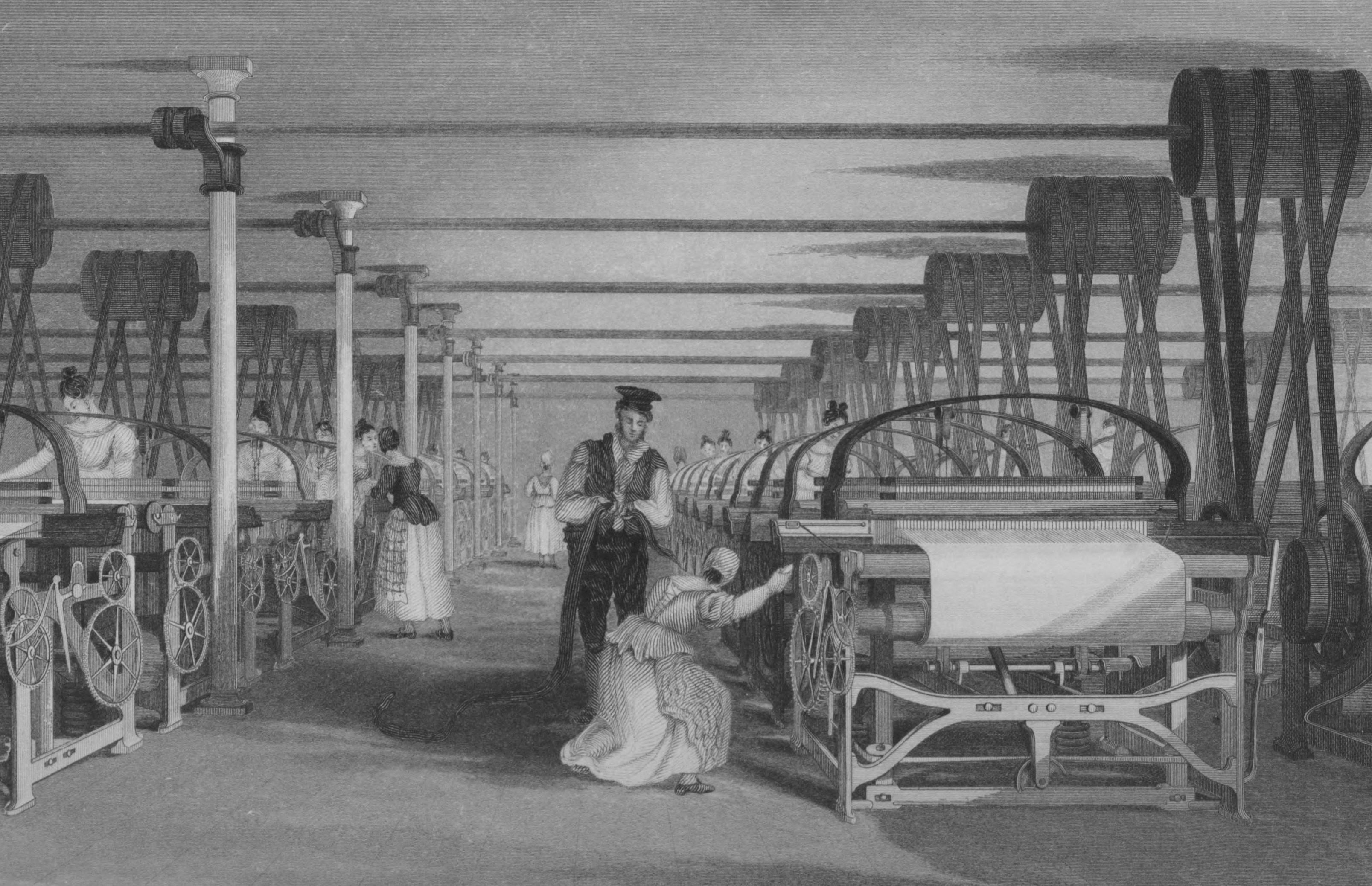
Tejeduría con telares mecánicos en el año 1835. El sector textil fue una importante actividad de la Revolución Industrial y de las fábricas mecanizadas de esos tiempos, las que como energía usaban una rueda de agua central o una máquina de vapor.

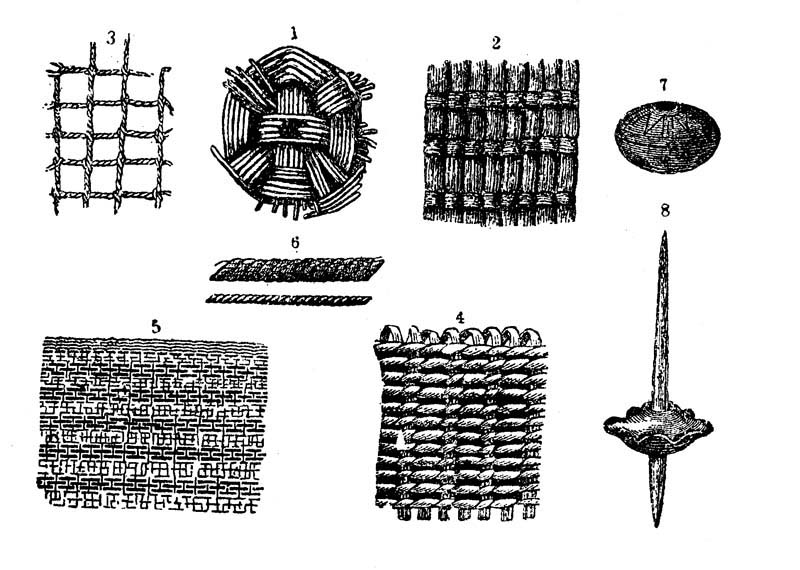
Objetos tejidos prehistóricos:- 1 cesta de mimbre; - 2 alfombra tejida; - 3 red de pesca de hilos; - 4 trenzado de pescador; - 5 paño de lino; - 6 cuerdas y cordajes; - 7 huso de caracol; - 8 eje y volante de inercia.

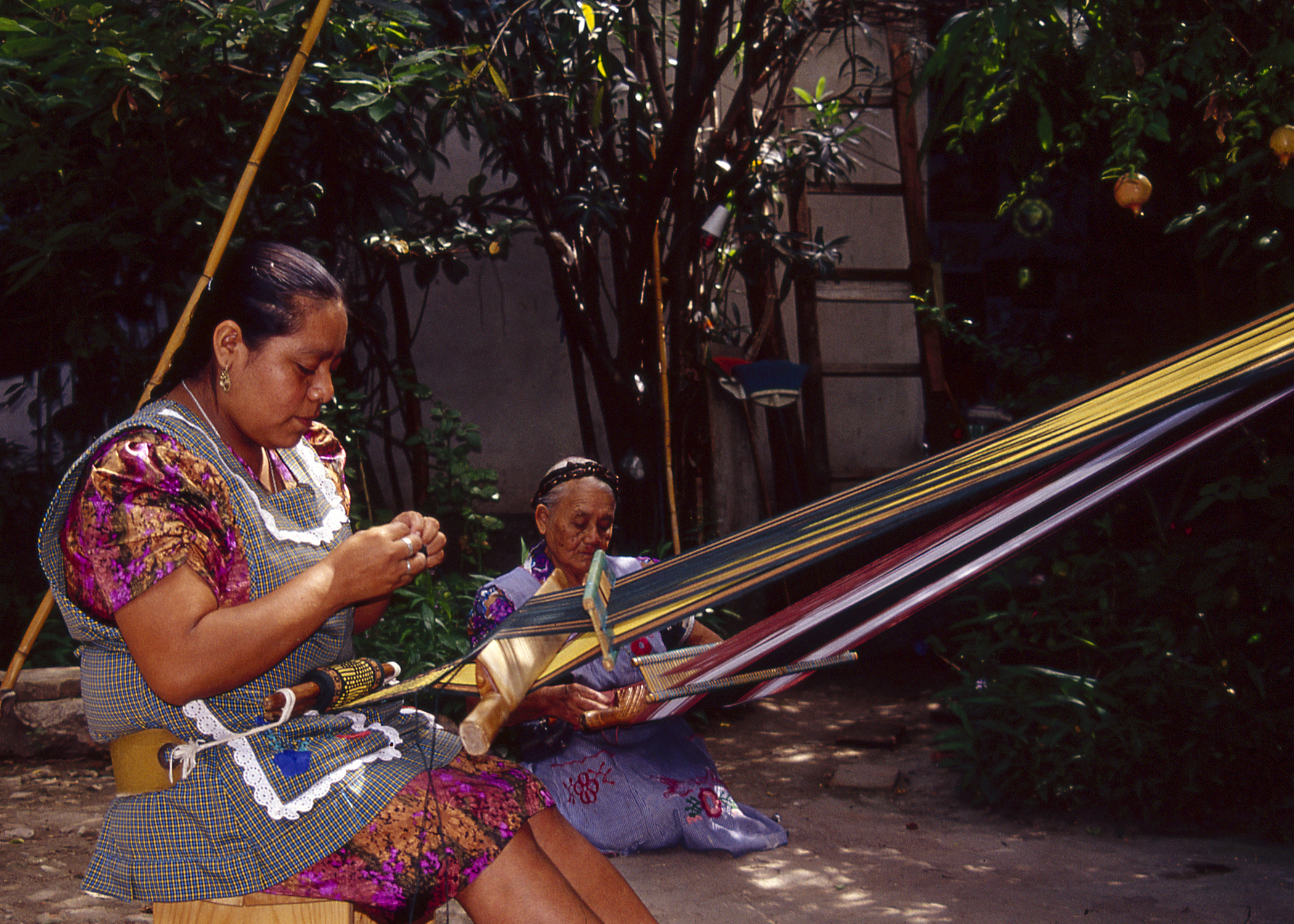
Artesana oaxaqueña Patricia Hernández Chávez y su madre, trabajando en tejeduría tradicional.

La tejeduría es el conjunto de acciones cuya finalidad es obtener telas a partir de hilos naturales o sintéticos.  

## Tipos de proceso
El proceso de la tejeduría puede ser de dos tipos.

### Artesanal
- Manual: Simplemente cruzando los hilos con la mano desnuda; usada, por ejemplo, en los pueblos primitivos para tejer tela como si fuera una cesta.
- Telar primitivo: Cruzando los hilos (trama y urdimbre) mediante una lanzadera manejada a mano, usado por los pueblos indígenas de América para tejer lana y algodón, antes de la llegada de los españoles.

### Industrial
- Telar mecánico
- Telar de Jacquard

## Tipos de tejeduría
- Plana: Con telares de urdimbre y trama (gabardina, sarga, satén, tweed, tafetán, paño, denim, corderoy)
- De punto (Jersey, ribb, interlock, morley, piqué)
  - De trama

- Encaje
- Fibra textil
- Hilandería
- Telar
- Ganchillo
- Punto (lana)

- Datos: Q192296
- Multimedia: Weaving / Q192296